# 广东广播电视台文体广播
广东广播电视台文体广播，又称“经典107.7”，覆盖广州市及珠江三角洲邻近地区，是华南地区唯一一个以文化、体育为定位的广播频率。

## 历史
广东电台文体广播在2004年8月8日开始试播，2005年10月5日正式启播。